# Dichiarazione di Great Barrington
La dichiarazione di Great Barrington è un documento redatto presso l'Istituto Americano di Ricerca Economica di Great Barrington, nello stato del Massachusetts negli Stati Uniti d'America, e firmato il 4 ottobre 2020 da Martin Kulldorff (professore di medicina all’Università di Harvard), Sunetra Gupta (professore epidemiologo all’Università di Oxford), e Jay Bhattacharya (professore alla Scuola di Medicina dell'Università di Stanford), oltre che da altri 34 co-firmatari. La dichiarazione ha fatto il giro del mondo ed ha immediatamente raccolto centinaia di migliaia di adesioni, tra cui oltre 57.000 firme di scienziati e medici.

## Contenuto
Il documento consiglia un approccio diverso alla pandemia di COVID-19: al posto di lockdown, che a detta degli autori avrebbe effetti dannosi sulla salute fisica e mentale, gli autori raccomandano la "protezione focalizzata" delle persone vulnerabili, anziani e malati, e di permettere di vivere normalmente la loro vita ai giovani e a coloro che hanno un più basso rischio di morte, fino a raggiungere l’immunità di gregge.

## Reazioni
Un gruppo di scienziati contrari alla dichiarazione di Great Barrington ha firmato il ‘’Memorandum John Snow’’; i firmatari del memorandum affermano che i lockdown siano stati una misura essenziale per ridurre il numero di vittime della pandemia.

Tra i più influenti scienziati ad aver espresso tesi simili a quelle della dichiarazione vi è John Ioannidis, epidemiologo e professore dell’Università di Stanford, che ha criticato sin dall'inizio della pandemia l’efficacia a lungo termine di misure restrittive come i lockdown e ha pubblicato diversi articoli in cui sostiene tale posizione; tuttavia, Ioannidis ha scelto di non firmare la dichiarazione (né il memorandum John Snow) in quanto afferma di non credere nella raccolta di firme come strumento per risolvere questioni scientifiche.
Il documento è stato respinto dalla Società Tedesca di Virologia, che ha redatto un contro-documento secondo cui il metodo propugnato dalla dichiarazione di Great Barrington farebbe rischiare «un aumento esponenziale di morti».